# 정현욱 (2004년)
정현욱(2004년 2월 4일 ~ )는 대한민국의 축구 선수로, 포지션은 센터백이다. 현재 K리그2 경남 FC 소속이다.